# タリク・ムハレモビッチ
タリク・ムハレモビッチ（Tarik Muharemović、2003年2月28日 - ）は、スロベニア・リュブリャナ出身のサッカー選手。U-23ユヴェントス所属。ポジションはDF。

## クラブ経歴
2020-21シーズンにヴォルフスベルガーACのトップチームに昇格し、オーストリアリーグで5試合に出場する。
2021年8月11日、ユヴェントスFCのユースチームへの移籍が発表された。契約満了によりヴォルフスベルガーを退団しているため、移籍金は発生していない。